# 芒通河
芒通河（法語：Menthon，法語發音：[mɑ̃tɔ̃]）是法国奥弗涅-罗讷-阿尔卑斯大区安省的河流，是韋勒河的右支流，长13.1千米，发源自孔弗朗松，于韦勒河畔圣让流入韦勒河。